# Clara Linnea Olsson
Clara Olsson, född 10 mars 1997 i Lund, är svensk matematiker och sedan 2023 ordförande för Svenska Kyrkans Unga.

## Biografi
Olsson har en kandidatexamen matematik från Lunds universitet. Olsson är engagerad inom ungdomsrörelsen och har bland annat arbetat med Harry Potter-konventet "Firebolt". Hon har också innehaft flera befattningar i den lokala kulturföreningen Kodachikai.